# Malá Šitboř
Malá Šitboř (německy Klein Schüttüber) je malá vesnice, část obce Milíkov v okrese Cheb v Karlovarském kraji. Nachází se jeden kilometr západně od Milíkova.
Malá Šitboř je také název katastrálního území o rozloze 1,96 km².

## Historie
První písemná zmínka o vesnici pochází z roku 1299, kdy je společně s Velkou Šitboří uváděna v historických pramenech. Rozdělení na dvě vesnice spadá až do 17. století. Teprve v průběhu 17. století v ní vznikl za Mulzů z Valdova samostatný statek, který koupil roku 1671 chebský starosta Jiří Adam Junker. Společně s Milíkovem ho zdědila jeho vdova, ale již v roce 1675 prodala majetek Janu Hartvíkovi Nosticovi. Poté se zde vystřídalo několik majitelů. Od roku 1812 byla Malá Šitboř v držení rodu Junker-Bigatto až do roku 1945, kdy byla převedena do majetku státu.
V 60. letech 18. století v Malé Šitboři vzniklo panské osídlení, stavebníkem byl Kryštof Arnošt z Biggata. Roku 1974 však byl zámek zbořen, za své vzala i socha svatého Jana Nepomuckého z roku 1757. Jedinou významnější památkou ve vesnici tak zůstal rokokový památník před zaniklým zámkem z první poloviny 18. století a památný strom pojmenovaný jako Dub v Malé Šitboři.
V Malé Šitboři a sousedním Milíkově byla hlavně v 19. století významná židovská obec, po které zde zůstal židovský hřbitov v polích 1,5 kilometru jižně od vesnice.

## Obyvatelstvo
Při sčítání lidu v roce 1921 zde žilo 427 obyvatel, z nichž bylo 419 německé národnosti a osm cizozemců. K římskokatolické církvi se hlásilo 420 obyvatel, dva k evangelické, pět k církvi československé.
| Rok            | 1869 | 1880 | 1890 | 1900 | 1910 | 1921 | 1930 | 1950 | 1961 | 1970 | 1980 | 1991 | 2001 | 2011 | 2021 |
| -------------- | ---- | ---- | ---- | ---- | ---- | ---- | ---- | ---- | ---- | ---- | ---- | ---- | ---- | ---- | ---- |
| Počet obyvatel | 651  | 661  | 556  | 501  | 443  | 427  | 405  | 101  | 53   | 52   | 36   | 47   | 56   | 72   | 74   |
| Počet domů     | 96   | 97   | 88   | 87   | 87   | 83   | 83   | 41   | –    | 13   | 14   | 19   | 19   | 22   | 23   |

## Obecní správa
Při sčítání lidu v letech 1850–1879 Malá Šitboř byla osadou obce Milíkov v okrese Planá. V letech 1880–1959 byla samostatnou obcí, se kterým patřila nejprve do okresu Planá, ale v letech 1900–1959 v okrese Cheb. V letech 1960–1975 byla znovu částí obce Milíkov v okrese Cheb. Od 1. ledna 1976 do 23. listopadu 1990 byla částí obce Dolní Žandov v okrese Cheb. Od 24. listopadu 1990 je opět částí obce Milíkov v okrese Cheb. V letech 1950–1959 k obci patřil Těšov.

## Další fotografie

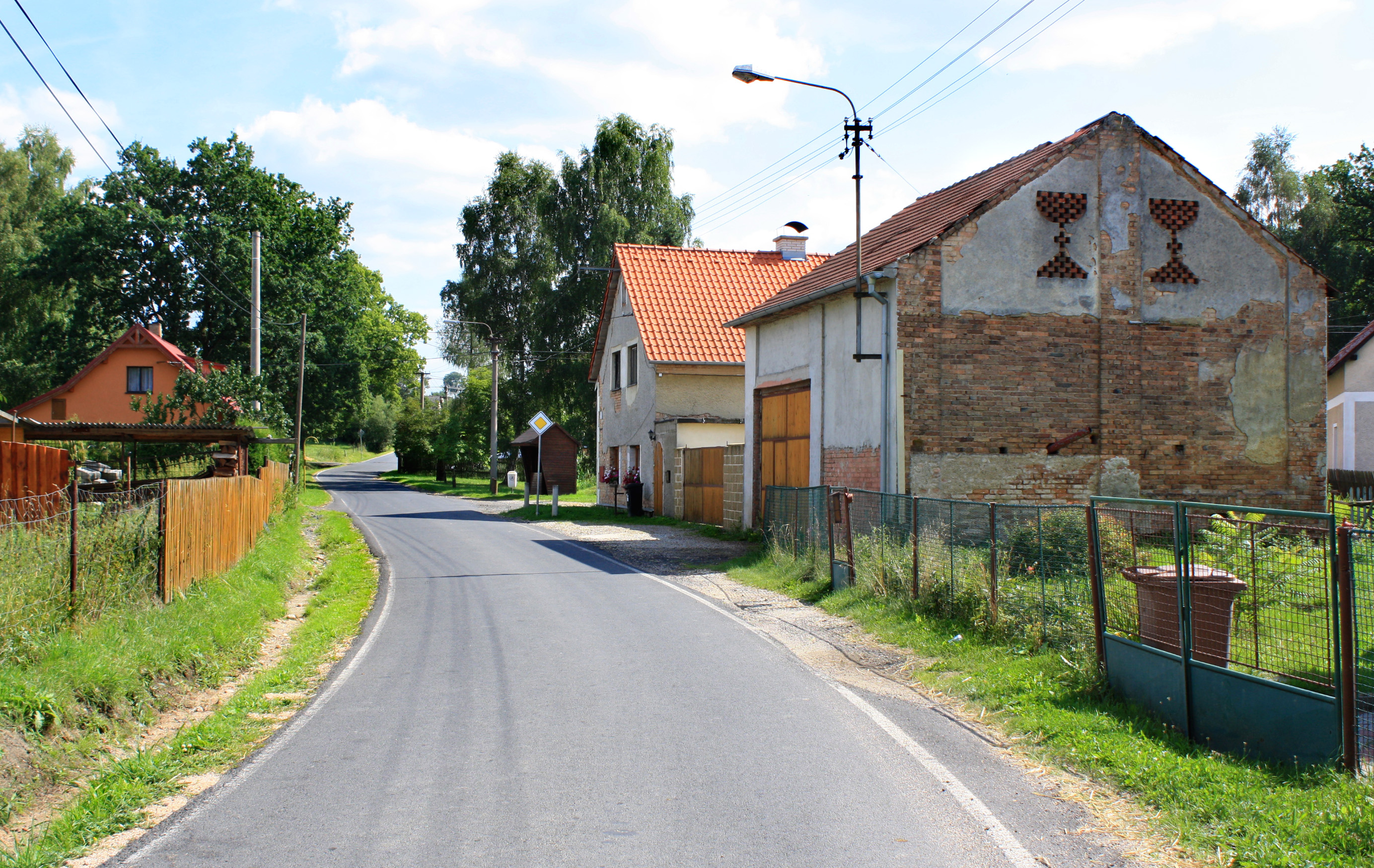
Západní část vesnice
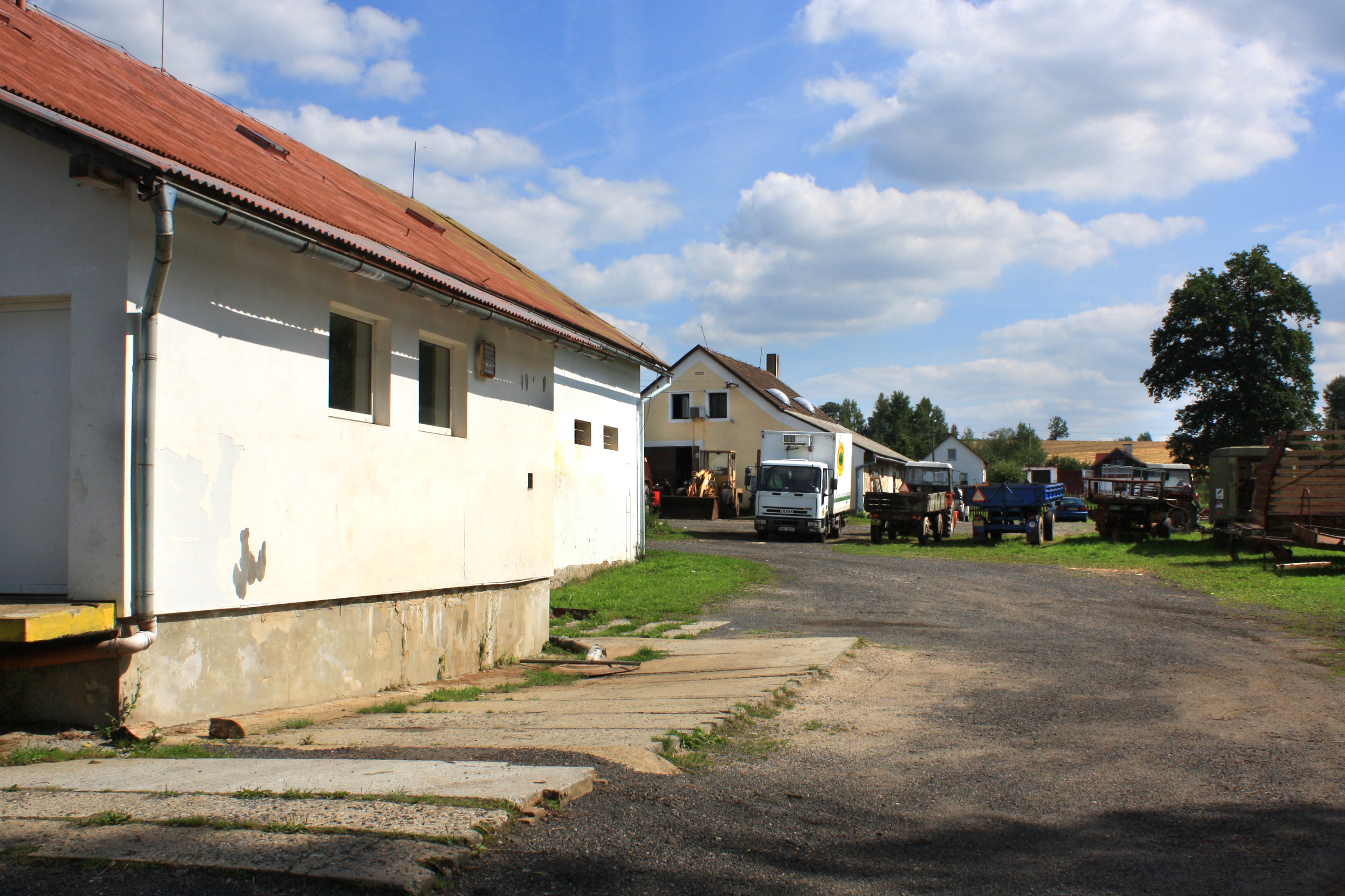
Statek
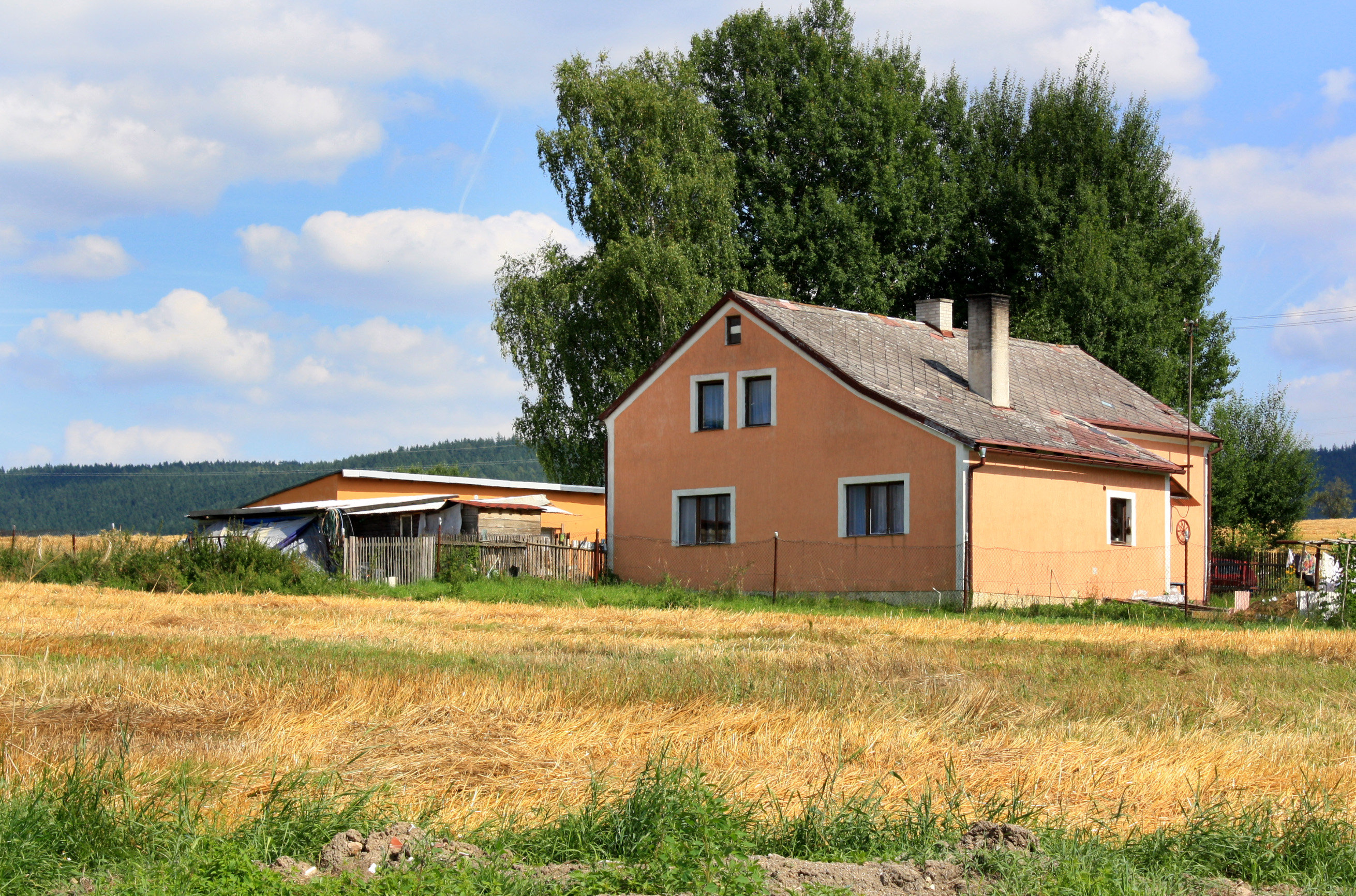
Domek za silnicí
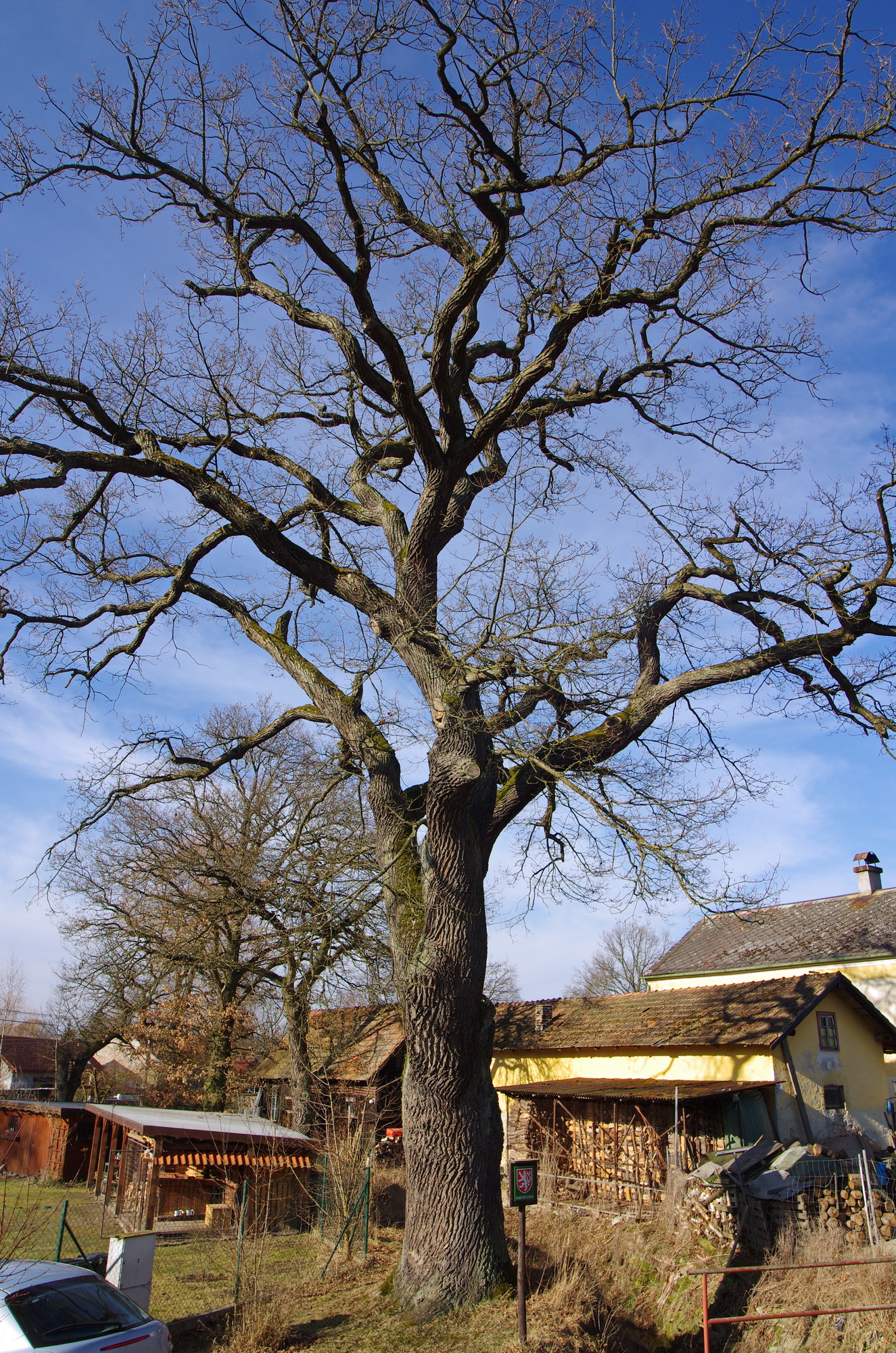
Památný strom Dub v Malé Šitboři
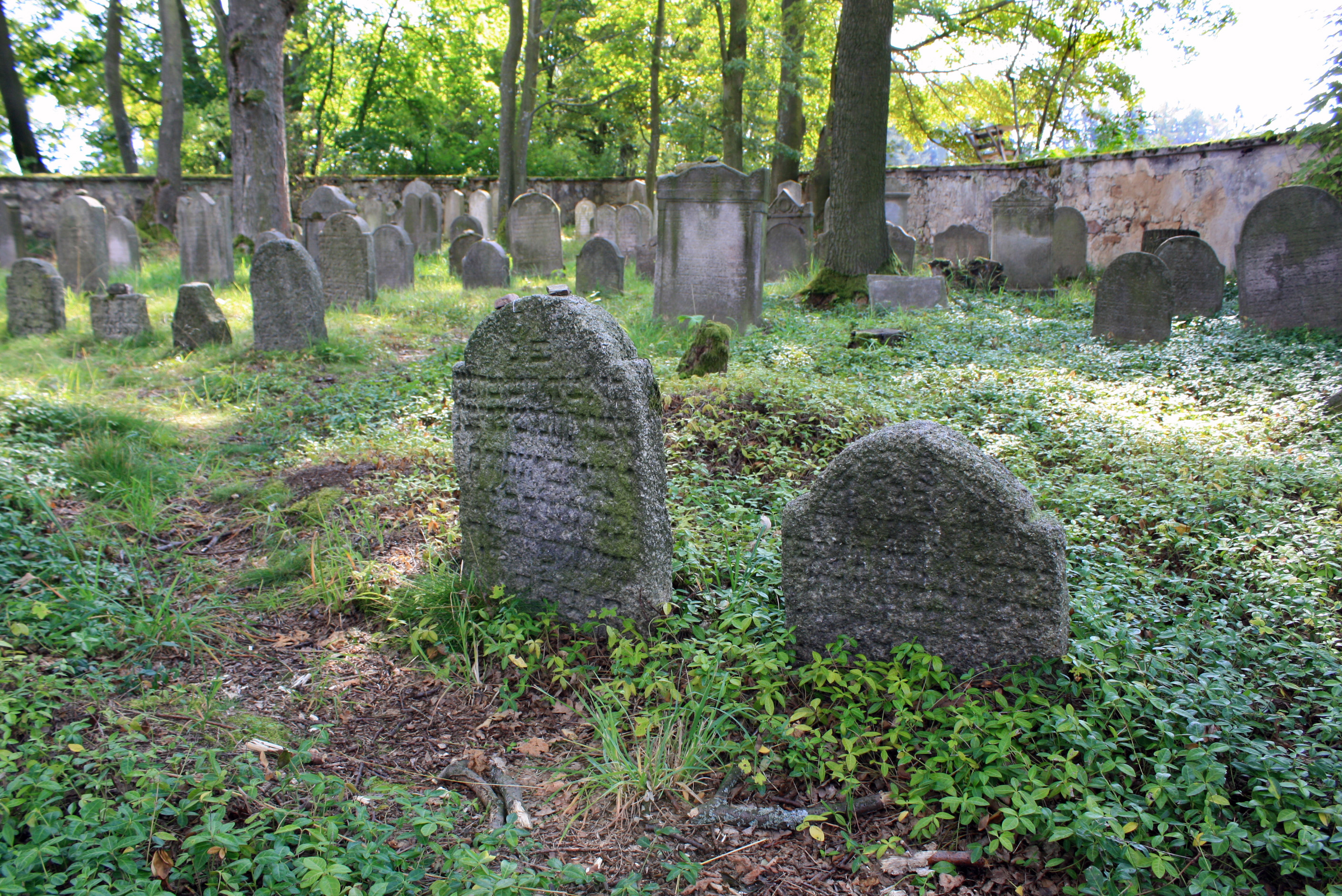
Židovský hřbitov